# Roque Gonzales
thumb
Roque Gonzales este un oraș în Rio Grande do Sul (RS), Brazilia.